# Cujó
Cujó é uma povoação portuguesa sede da Freguesia de Cujó do Município de Castro Daire, freguesia com 8,46 km² de área e 245 habitantes (censo de 2021), tendo, por isso, uma densidade populacional de 29 hab./km².
A freguesia foi criada pelo decreto lei nº 37.352, de 25/03/1949, com lugares da freguesia de São Joaninho.

## Demografia
A população registada nos censos foi:
| Distribuição da População por Grupos Etários | Distribuição da População por Grupos Etários | Distribuição da População por Grupos Etários | Distribuição da População por Grupos Etários | Distribuição da População por Grupos Etários |
| -------------------------------------------- | -------------------------------------------- | -------------------------------------------- | -------------------------------------------- | -------------------------------------------- |
| Ano                                          | 0-14 Anos                                    | 15-24 Anos                                   | 25-64 Anos                                   | > 65 Anos                                    |
| 2001                                         | 54                                           | 63                                           | 177                                          | 116                                          |
| 2011                                         | 23                                           | 33                                           | 140                                          | 103                                          |
| 2021                                         | 15                                           | 11                                           | 117                                          | 102                                          |